# Turks i Caicos
Turks i Caicos (ang. Turks and Caicos Islands, w skrócie TCI) – terytorium zależne Wielkiej Brytanii w Ameryce Środkowej, na Oceanie Atlantyckim, na północ od wyspy Haiti. Obejmuje dwie grupy wysp: Turks i Caicos we wschodniej części archipelagu Bahamów. Wyspy, zbudowane z wapieni oolitowych, otaczają rafy koralowe. Są często nawiedzane przez huragany.

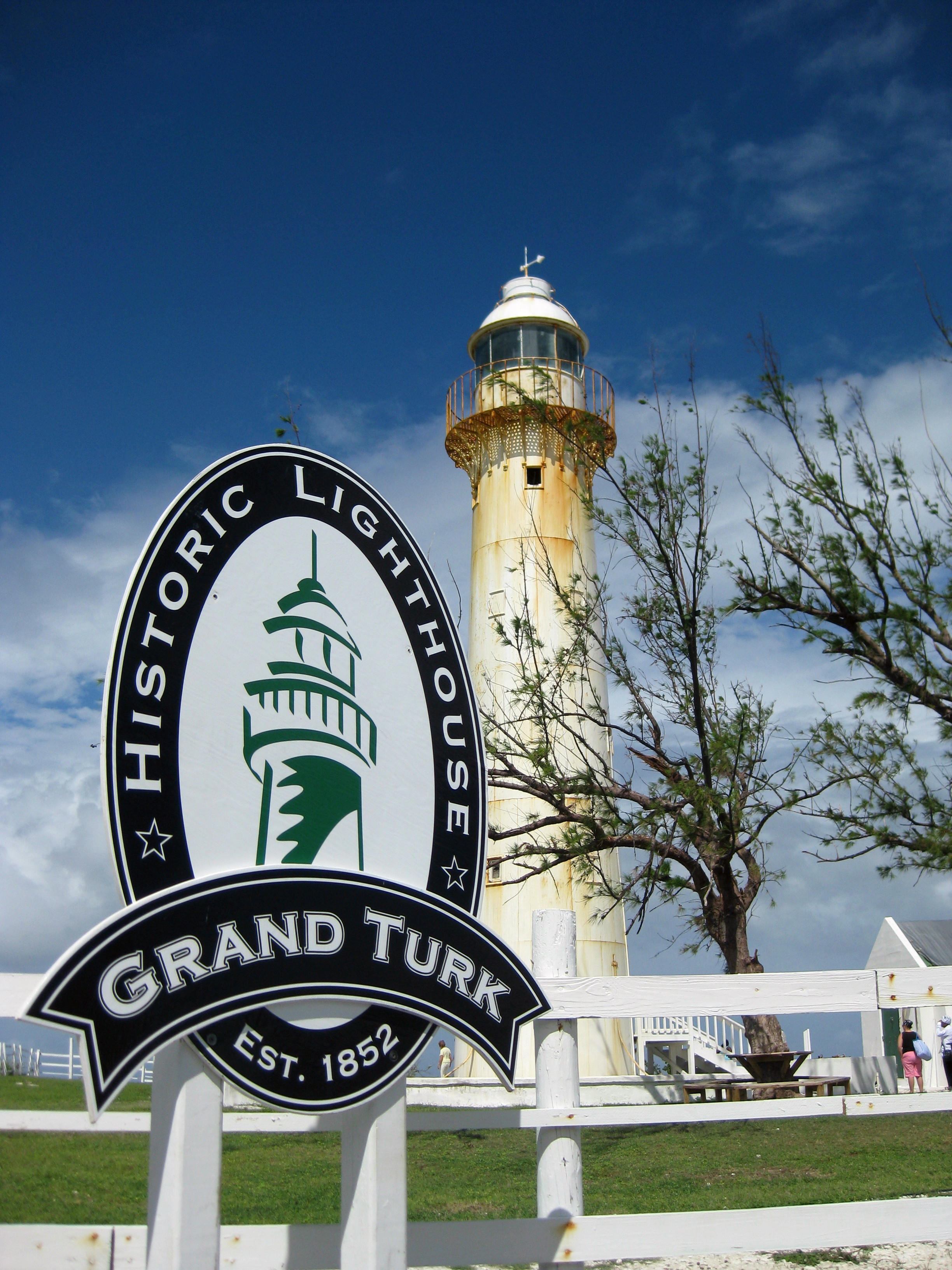
Latarnia Lighthouse Park

Powierzchnia kolonii wynosi 430 km², a zamieszkuje ją 30,6 tys. mieszkańców (2008), głównie Afroamerykanów. Stolicą i głównym portem jest Cockburn Town – 3,7 tys. – na wyspie Wielki Turk. Podstawą gospodarki wysp jest rybołówstwo (połów gąbek, morskich ślimaków, langust i krabów), rolnictwo (uprawa agawy sizalowej) i turystyka (40 tys. turystów w 1989 roku, a obecnie nawet do 100 tys. rocznie). Na rozwój turystyki wpływają korzystne warunki naturalne (rozległe plaże, korzystne warunki do rekreacyjnego płetwonurkowania, żeglarstwa i sportów wodnych), oraz polityczne (waluta, ruch bezwizowy z wieloma krajami). Coraz większą rolę w gospodarce kraju pełni obsługa finansowa i bankowa zagranicznych przedsiębiorstw – raj podatkowy.

## Historia
Wyspy zostały odkryte w 1512 przez Ponce de Leóna, ale do 1678 nie były zamieszkane. Od 1766 roku stanowią kolonię brytyjską. W okresie wczesnokolonialnym na wyspy sprowadzano masowo afrykańskich niewolników. W latach 1873–1962 wyspami administrował brytyjski gubernator Jamajki. Po uzyskaniu przez nią niepodległości Turks i Caicos stały się samodzielną kolonią z własnym samorządem lokalnym.
Czasami pojawiają się dyskusje na temat potencjalnego przyłączenia Turks i Caicos do Kanady. Takie inicjatywy były prezentowane przez kanadyjskich polityków kolejno w 1973 roku, 1986 roku, a ostatnio w 2004 r. Przekonywali oni, że wyspy byłyby idealnym schronieniem od srogich kanadyjskich zim, chętnie odwiedzanym przez Kanadyjczyków dzięki akceptowaniu kanadyjskiego dolara bez potrzeby wymiany walut. Wyspy z kolei otrzymałyby kanadyjski system socjalny i zwiększony ruch turystyczny. Ze względu na małą liczbę mieszkańców, Turks i Caicos zostałyby najprawdopodobniej terytorium, aczkolwiek parlament Nowej Szkocji zadecydował się zaprosić wyspy, by dołączyły do tej prowincji. Jak dotychczas z propozycji nie wynikły żadne oficjalne działania.

## Geografia
Należące do śródziemnomorza amerykańskiego wyspy to pochodzenia rafowego obszar, cechujący się wybitnie nizinną rzeźbą terenu. Na wyspach panuje równikowy klimat, na który wpływ mają pasaty wiejące z północnego wschodu. Wyspy cechują się bardzo ubogimi zasobami wód powierzchniowych. Wyspy porasta roślinność sawannowa i charakterystyczne dla tych rejonów świata, palmy. Świat zwierząt, głównie gatunki morskie, należy do antylskiej krainy neotropikalnej.

## Emisja gazów cieplarnianych
Emisja równoważnika dwutlenku węgla z Turks i Caicos wyniosła w 1990 roku 0,01 Mt, z czego 0,007 Mt stanowiła emisja dwutlenku węgla. W przeliczeniu na mieszkańca emisja wyniosła wówczas 0,605 t dwutlenku węgla, a w przeliczeniu na 1000 dolarów PKB 5 kg. Od tego czasu emisje wahają się, przy czym dość duży wzrost nastąpił w 2007 i utrzymywał się później. Głównym źródłem emisji przez cały czas była energetyka. W 2018 emisja dwutlenku węgla pochodzenia kopalnego wyniosła 0,170 Mt, a w przeliczeniu na mieszkańca 4,727 t i w przeliczeniu na 1000 dolarów PKB 3617 kg.

## Demografia
Czarnoskórzy stanowią 87,6%, biali 7,9%, rasy mieszane (głównie Mulaci) 2,5%, Hindusi 1,3% a pozostali 0,7%.

## Religie
Struktura religijna kraju w 2015 roku, według The Association of Religion Data Archives:
- protestanci – 60%:
  - baptyści[9],
  - zielonoświątkowcy – 12,3%,
  - anglikanie – 6,6%,
  - metodyści[9],
  - adwentyści dnia siódmego[9],
- nieokreśleni – 23,1%,
- bez religii – 5,6%,
- katolicy – 5,5%,
- synkretyzm chrześcijański, afrochrześcijaństwo – 2,7%,
- Świadkowie Jehowy – 1,8%[9] (zobacz Świadkowie Jehowy na Turks i Caicos).